# تاريخ صيد اللؤلؤ والأسماك في البحرين

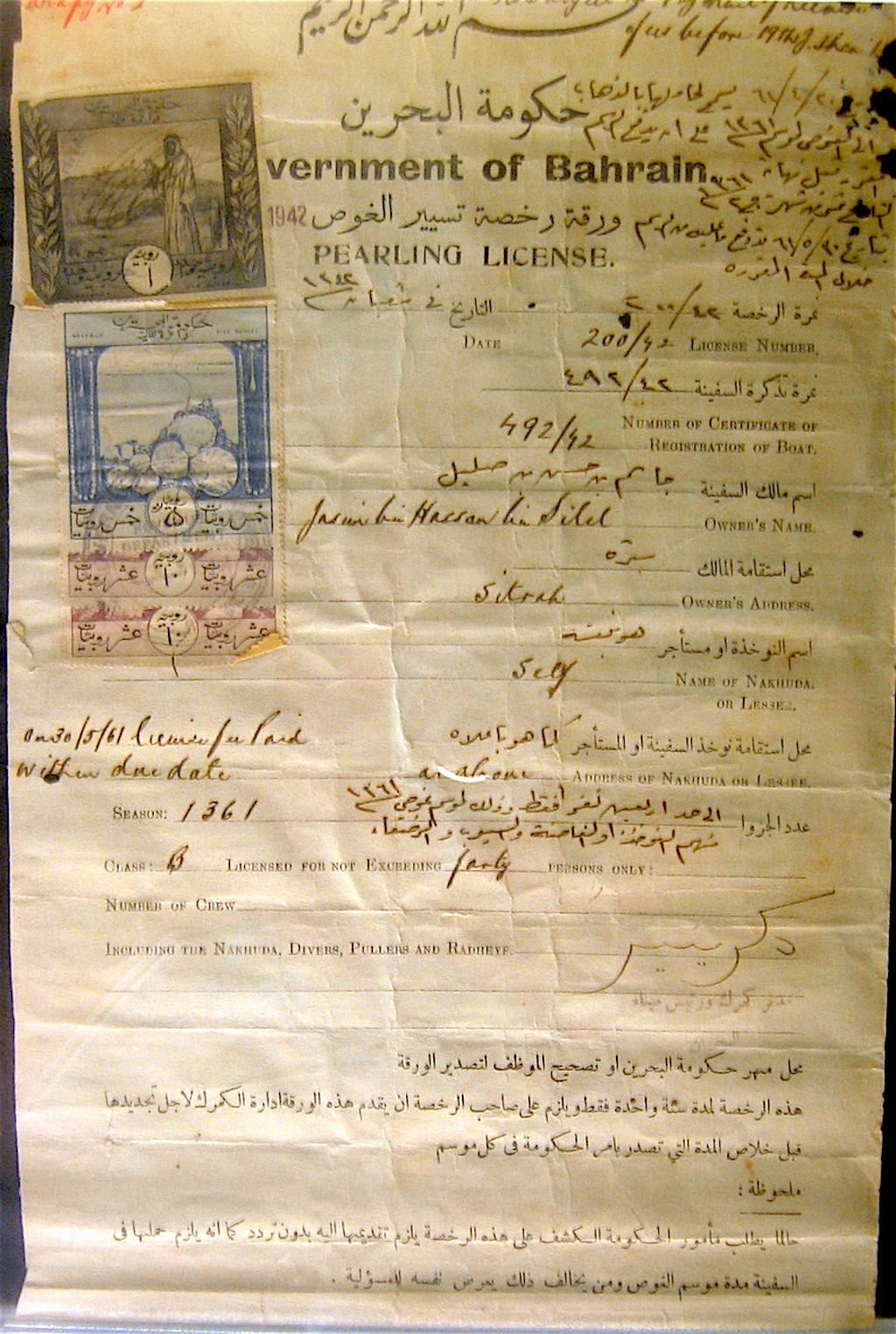
رخصة صيد اللؤلؤ التي أصدرتها حكومة البحرين في عام 1942. تم إصدار الرخصة لجاسم بن حسن بن صليل، وهو غواص لؤلؤ يعمل لحسابه الخاص من سترة.

تعتبر مهنة صيد اللؤلؤ والأسماك واحدة من أقدم المهن في البحرين حيث لعبت دورا محوريا في تشكيل الاقتصاد والثقافة البحرينية عبر القرون. وفقا للسجلات التاريخية يعود تاريخ صيد اللؤلؤ في البحرين إلى أكثر من 4,000 عام حيث كانت الجزيرة تعد واحدة من أهم مراكز تجارة اللؤلؤ في العالم القديم. بحلول القرن التاسع عشر وأوائل القرن العشرين أصبح صيد اللؤلؤ العمود الفقري للاقتصاد البحريني حيث كان يشكل نحو 80% من إجمالي الصادرات وفقا لتقارير الأرشيف البريطاني.
في ذروة ازدهار صناعة اللؤلؤ كان أكثر من 30,000 بحار بحريني يعملون في هذه المهنة وفقا لإحصائيات عام 1900. كانت سفن الغوص التي يصل عددها إلى نحو 1,500 سفينة تبحر سنويا إلى مغاصات اللؤلؤ في الخليج العربي حيث كانت تنتج كميات كبيرة من اللؤلؤ عالي الجودة الذي كان يصدر إلى أسواق الهند وأوروبا.
بالإضافة إلى صيد اللؤلؤ كانت مهنة صيد الأسماك أيضا من المهن الأساسية في البحرين حيث ساهمت في توفير الغذاء والدخل للعديد من العائلات. وفقا للدراسات الاقتصادية كان صيد الأسماك يشكل نحو 15% من النشاط الاقتصادي للبحرين في بداية القرن العشرين حيث تم تسجيل أكثر من 2,000 صياد يعملون في هذه المهنة.

## صيد اللؤلؤ
تعتبر البحرين من اهم الاقاليم التي اصبح لها منذ القدم نشاط كبير نحو الاتجاه الى البحار والاستفادة مما في جوفها خاصة اللؤلؤ والسمك ونتيجة وفرته اندفع السكان في البحرين الى الاتجار به مع بقية المناطق التي تجاور الاقليم وكان سبب هذا النشاط هو ان بلاد البحرين كانت من المراكز الرئيسية الهامة للصيد في حوض الخليج العربي وخاصة اللؤلؤ الذي كان معروف بجودته وكبر حجمه وشكله المستدير كما انه يتميز بصفاء اللون مما اعطى لتلك الصفات شهرة كبيرة ومعروفة عن لؤلؤ البحرين وهو المفضل على بقية انواع اللالئ الأخرى في الخليج العربي وكانت حتى بلدان شرق اسيا تستورد منه كالهند والصين لذلك فأن المصادر اعطت صورة واضحة وحسنة عن نوعية لؤلؤ البحرين، ولجودة لؤلؤ البحرين فقد روي السيرافي عن الاعرابي والعطار فقال: "من عجائب ما سمعنا من ابواب الرزق ان اعرابيا ورد البصرة في قديم الايام ومعه حبة لؤلؤ تساوي جملة مال فصار بها الى عطار كان يألفه فأظهرها له وسأله عنها وهو لا يعرف مقدارها فأخبره انها لؤلؤة فقال: وما قيمتها قال: مائة درهم فأستكثر الاعرابي ذلك وقال: هل احد يبتاعها مني بما قلت فدفع له العطار مائة درهم فأبتاع بها ميرة لأهله واخذ العطار الحبة وقصد بها مدينة السلام (بغداد) فباعها بجملة من المال واتسع العطار في تجارته وذكر انه سأل الاعرابي عن سبب اللؤلؤة التي كانت بحوزته فقال: مررت بالصمان وهي من اراضي البحرين بينها وبين الساحل مديدة قريبة قال: فرأيت في الرمل ثعلبا ميتا على فيه شيء قد اطبق عليه فنزلت فوجدت شيئا كمثل الطيف يلمع جوفه بياضا ووجدت هذه المدحرجة فيه فأخذتها فعلم ان السبب في ذلك هو خروج الصدفة إلى الساحل تستنشق الريح وذلك من عادة الصدف فمر بها الثعلب فلما عاين اللحمة في جوفها وهي فاتحة فاها وثب بسرعته فأدخل فاه في الصدف وقبض على اللحمة فأطبقت الصدفة على فيه ومن شأنها (الصدفة) إذا اطبقت على شيء واحست بيد تلمسها لم تفتح فاها بحيلة حتى تشق من اخرها بألة من الحديد ظنا منها باللؤلؤة وصيانة لها كصيانة المرأة لولدها فلما اخذت الصدفة بنفس الثعلب امعن في العدو يضرب بها الارض يمينا وشمالا الى ان اخذت بنفسه فمات وماتت فظفر رزقا" وربما ان وجود الصدف في البر يرجع الى ان مياه الخليج العربي نتيجة هيجانه يقوم بدفع الصدف الى السواحل، ومن الاماكن التي عرفت باللؤلؤ في البحرين هي جزيرة اوال التي تقع بحدود هجر وكذلك عرفت الأحساء بكثرة لؤلؤها حتى ان الغواصين كانوا يعطون نصف محصولهم للسلاطين وما يؤكد ذلك هو ما ذكره ناصر خسرو فقال: "يستخرجون من البحر اللؤلؤ ولسلاطين الحسا نصف ما يستخرجه الغواصون منه" ومن مواضع البحرين الأخرى التي عرفت باللؤلؤ هو "توأم" حتى قيل فيه بتوأم مغاص اللؤلؤ وكذلك عرفت خارك باللؤلؤ وقد اشار الاصطخري بقوله: "به معدن اللؤلؤ يخرج منه الشيء اليسير الا ان النادر إذا وقع من هذا المعدن فاق في القيمة غيره ويقال ان الدرة اليتيمة تقع من هذا المعدن". كذلك يوجد اللؤلؤ في مدينة مراور خارك يوجد فيها اللؤلؤ المرتفع الثمين ويقول البكري: "مما يلي من البحر الفارسي شاطئ الفرات يؤخذ فيه حب اللؤلؤ القطري الجيد" وذكر اللؤلؤ في القرآن الكريم في قوله تعالى: (مَرَجَ الْبَحْرَيْنِ يَلْتَقِيَانِ بَيْنَهُمَا بَرْزَخٌ لا يَبْغِيَانِ فَبِأَيِّ آلَاء رَبِّكُمَا تُكَذِّبَانِ يَخْرُجُ مِنْهُمَا اللُّؤْلُؤُ وَالْمَرْجَانُ).
وبالرغم من وجوده في العديد من بحار العالم الا ان الجيد منه كان يوجد في مناطق الخليج العربي وما يؤكد ذلك قول الجاحظ: "وخير اللؤلؤ الجيد الصافي البحراني والعماني المستوى الجسد والشديد التدحرج والاستواء" ويذكر البكري الى ان اللؤلؤ يتركز وجوده في خارك وقطر وعمان وكذلك في سرنديب وغيرها من البحار لا لؤلؤ فيه وقال ابن قتيبة والى توأم تنسب الدرة التوأمية توأم احد مواضع البحرين والشهرتها ذكرها الشعراء وقال فيها الشاعر سويد بن ابي كاهل:
كالتوأمية ان باشرتها * قرت العين وطاب المضطجع
وقيل: "ان مما يلي عمان من البحر يسمى توأما" وكان مختلف التجار يسافرون الى البحرين لجلب اللؤلؤ منهم البحريني ويعود سبب شهرة البحرين منذ القدم بصيد اللؤلؤ هو لأنها تعتبر مركزا رئيسا هاما لصيد اللؤلؤ لذلك كان التجار يأتونها من خارج حدود الاقليم وفضلوه على غيره اما السبب الرئيسي الذي جعل اهل البحرين يوجهون اهتمامهم نحو صيد اللؤلؤ هو يعود الى ان هذا الصدف يدر عليهم اموالا كثيرة خاصة وان لؤلؤ البحرين عرف بجودته وجماله ويقول الزبيدي: "كانت البحرين مشهورة بوجدان الجواهر" ويذكر ان أشهر انواع اللؤلؤ هو الذي يستخرج من قطر وعرف بجودته وحسنه.

## الغوص والغواصين
الغوص يقصد به النزول الى قاع البحار في المواسم التي يحين فيها وقت الصيد وهذه المواسم عادة ما تكون بدايتها مع بداية الفصل الصيفي وعندها يقوم البحارة بالبحث عن المحار وهو الصدف الذي يحتوي على اللألى.
وقبل موسم الغوص عادة ما يتم التحضر للغوص قبل ايام واسابيع لذلك يقوم رؤساء السفن والمراكب بجلب اصحابهم من الغاصة كي يستخدمونهم في الغوص واستخراج اللؤلؤ من قاع البحار ومن رؤساء تلك المراكب شخص يعرف باسم (بنيامين) وكان ذلك في الجاهلية وهو يهودي الاصل وكان يرأس احدى السفن للانطلاق الى الغوص وجاء ذكره في شعر طرفة بن العبد وامرئ القيس.
ونظرا لوقوع البحرين على ساحل منطقة الخليج العربي لذلك فأن اغلب اهاليها قد توجهوا نحو تعلم مهنة الغوص على اللؤلؤ في اعماق البحار ومن ثم إخراجه وتنظيفه من شوائب البحار ثم المتاجرة به وبيعه في الاسواق سواء الداخلية في بلاد البحرين أو المتاجرة به مع مناطق شبه الجزيرة العربية والبلدان الخارجية كالهند والصين وهؤلاء كانوا يفضلون لؤلؤ البحرين على الرغم من انه اغلى الأسعار في مناطق الخليج العربي لذلك من يجيد هذه الحرفة يسمى غواص ويتبعه عدد من الذين يجيدونها ويسمى هؤلاء طائفة وعلى رأس هؤلاء يكون المصفي.
وذكر الادريسي جزيرة اوال قائلا: "في هذه الجزيرة يتواجد كبار الغواصين الأيام طويلة حتى يحين وقت الغوص".
وعندما ذكر الحميري اللؤلؤ في جزيرة خارك ذكر فيها زعماء الغواصين بقوله: "ويسكن في هذه الجزيرة رؤساء الغواصين في البحر ويقصدها التجار من جميع الاقطار بالاموال الكثيرة ويقيمون بها الأشهر الكثيرة حتى يكون وقت الغوص فيكترون الغواصين باسوام معلومة تتفاضل على قدر تفاضل الغوص".
وعندما يحين وقت الغوص عادة ما يقوم الناس بالاستعداد والتحضير وهؤلاء بدورهم ينقسمون الى مجاميع في مناطق العقير ودارين وجزيرة اوال.

### أدوات الغوص
لابد للغواص عندما يغوص في الماء ان يتجهز بكل الادوات التي يحتاجها ومن هذه الأدوات:
- الحجر: وهي قطع تكون مع كل غواص ويقدر وزنه بربع قنطار وظيفته انه يشد من أحد اطراف الحبل من قبل مساعديه في الساحل ويرمى به الى الغواص في الماء ومن ثم يمسكه الغواص واحيانا يكون من الرصاص يربط على جسم الغواص للوصول الى قاع البحر بسرعة.
- آلة السكين: هي اله مصنوعة من الحديد يأخذها الغواص معه عند الغوص ووظيفتها قلع الصدف من البحار وجمع ما يجده الغواص هناك.
- محمي الوجه: وهو الغطاء أو العظام حيث يستخدمه الغواصون على وجوههم عند الغوص على اللؤلؤ وهذا الغطاء مصنع من عظم الغيلم وهي السلحفاة وطوله نحو اصبع يمنع تسرب الهواء ودخول الماء.
- المخلاة: هي مصنوعة من الجلود يقوم الغواص بصنع اله حديدية ويضعها في تلك المخلاة الجلدية حتى يستخدمها في قطع اللؤلؤ وعادة ما تكون هذه المخلاة مربوطة في عنق الغواص وعندما يرفع الممسك للحبل على الساحل الغواص الى القارب حيث يقوم باخذ المخلاة منه ويفتح فيها الصدف فيجد في اجوافها قطع اللحم ويقوم بتقطيعها بحديدة المخلاة فأذا باشرت الهواء جمدت فيصبح جواهر ويجمعها جميعها من صغير وكبير.
- المقراض: هو من ادوات الغواص المصنوعة من عظم السلحفاة ويستخدمه الغواص على انفه بعد ان يقوم بشده عليها ثم يقوم بالغوص على اللؤلؤ والبحث عنه.
- الحبل: هو من الادوات المهمة التي يحتاجها الغواص عند الغوص وظيفته يربط على جسم الغواص الغائص داخل مياه البحر من احد اطرافه ويبقى الطرف الآخر الخارجي في البر عند احد اصحابه وهو من الحاجات الضرورية؛ لأنه في حال تعرض الغواص الى الخطر عندها يقوم بسحب نفسه الى الأعلى وهذا الحبل اتصف بانه دقيق وثيق يبلغ طوله بنحو 80 متر وعند النزول يربط في عنقه الاناء الذي يجمع فيه اللؤلؤ وهو مصنوع من الحبال أو الخيوط ووزن هذا الحبل ربع قنطار.

### الأدلاء
إن الصيادين كثيرا ما كان اعتمادهم في التحركات الى الغوص على اهل الخبرة لأنهم معروفين بتحديدهم للاتجاهات والمناطق التي يريد الغاصة الوصول اليها وكانوا يستعينون كذلك بالنجوم والشمس والبعض من شواهد الطبيعة لكي يصلوا الى مغاص اللؤلؤ.
والغواصين لهم مواضع يعرفونها بأعيانها فاذا خرج الغواصون تقدمهم الدليل وخلفه الغواصون في مراكبهم صفوفا وطريقة عمل الدليل انه كلما مر بموضع من تلك المواضع التي يصاد بها صدف اللؤلؤ تنحى عن ثيابه وغطس في البحر ونظر فأن وجد ما يرضيه خرج وامر بحط قلعة وارسى زورقه وحطت جميع المراكب حوله وارست وانتدب كل غواص الى غوصه وهذه المواضع يكون عمق الماء فيها من ثلاث قيم الى قامتين فدونها ويقوم الغواص بتجريد نفسه من ثيابه ويبقي شيء يستر عورته ثم يضع على انفه المنخل وهو الخلنجل وهو شمع مذاب بدهن الشيرج يسد به انفه ويأخذ مع نفسه سكينا ومشئة يجمع فيها ما يجده هناك من الصدف الموجود في قاع البحار بعد ان يقتلعه ويجمعه.
ووصفت المصادر هؤلاء بالماهرين وهؤلاء يتبعون الغواص الى الغوص عندما يخرجون مجموعة واحدة من المدينة وهؤلاء مهمتهم معرفة مواضع اللؤلؤ لان الصدف مراع.
والحجر لا يفارقه ولا يترك يده عن امساك حبله فأن ادركه الغم كثيرا صعد مع الحبل الى وجه الماء واسترد نفسه حتى يسترجع وثم يرجع الى غوصه وطلبه فإذا امتلأت مشنته اجتذبها صاحبه من اعلى الدونج ثم يفرغ المشنة مما فيها من الصدف في قسمه من المركب ثم اعادتها في البحر الى الغواص وإن كان الصدف هناك كثيرا وعلى قدر الوجود له يكون طلبه فإذا اتم الغواص في البحر مقدار ساعتين صعد فإذا لبسوا ثيابهم وتدثروا وناموا ثم يقوم صاحب الغواص بشق ما معه من الصدف والتاجر ينظر اليه حتى يأتي على اخره فيأخذه التاجر منه ويضمه اليه بعدد مكتوب فإذا كان عند العصر انتدبوا الى طعامهم يصنعونه ثم يتعشوا وينامو ليلتهم الى الصباح ثم يقومون وينظرون في اغذية يأكلونها الى ان يجيء وقت الغوص فيتجردون ويغوصون وهكذا كل يوم وكلما فرغو من مكان افنوا صدفه ثم ينتقلون الى غيره ولا يزالون بهذا الحال الى اخر اغسطس ثم ينصرفون الى جزيرة اوال في الجمع الذي خرجوا فيه وما معهم من الجوهر في صررهم وعلى كل صره منها مكتوب اسم صاحبها وهي مطبوعة بطابع فإذا نزلوا اخذت تلك الصرر من التجار وصارت في قبض الوالي وفي ذمته فإذا كان يوم البيع اجتمع التجار في موضع البيع فأخذ كل واحد مكانه واحضرت الصرر ودعي باسم كل واحد من اصحابها وفضت خواتيمها واحدة بعد واحدة وصب ما في الصرة من لؤلؤ في غربال موضوع تحته ثلاث غرابيل وتلك الغرابيل لها اعين بمقادير ينزل منها الدقيق والمتوسط ويمسك كل نوع منها في صحن غربال ولا يبقى على وجه الغربال الأول الاعلى الا ما غلظ من الجوهر ولا يبقى على وجه الغربال الثاني الا اللؤلؤ المتوسط ويستقر على الغربال الآخر اللؤلؤ الدقيق ثم يعزل كل صنف منها وينادي عليه بسوامه ومستحق اثمانه فأن اصب التاجر سلعته كتبت عليه وان شاء بيعها من غيره باعها وقبض ماله والتاجر إذا اشترى متاعه انما يكون عليه ان يؤدي اللوازم التي وجبت عليه وينتصف التجار من الغواصين والغواصون من التجار وينفصل كل واحد عن واحد وينصرف الناس ثم يعودون الى هناك في العام القابل ويذكر الحميري انه ما وجد من الجوهر العالي النفيس امسكه الوالي وكتبه على نفسه باسم امير المؤمنين والعدل لا يفارقهم في البيع والشراء حتى لا يضام منهم احد ولا يشكوا ظلما.

### أجور الغواصين
كانت بلاد البحرين مركزا لإقبال التجار لاسيما عندما يحين موسم صيد اللؤلؤ ويكتمل نضجه داخل الصدف وبذلك يتوافد الى البحرين التجار للبحث عنه ويقوم هؤلاء التجار بتجهيز المراكب باجر معلومة حتى يكون وقت الغوص فيكترون الغواصين باسوام اجر معلومة تتفاضل على قدر تفاضل الغوص والامانة.
وذكر الادريسي ان اعلاهم اجرة اصبرهم تحت الماء وكل واحد منهم يميز صاحبه ولا يتعدى طوره ولا ينكر فضل من تقدمه وفاقه في المعرفة والصبر.
وقد ذكر ابن بطوطة ان في الغواصين من يصبر الساعة والساعتين في الماء مع العلم الى ان الغواص لا يمكنه تجاوز سبعين الى مائة ثانية الا ان الشيخ عبد الله الانصاري القطري وهو ممن زاولوا الغواصين وقد حكى ان الغواصين كانوا يتنافسون في مدى التحمل وذكر الى ان قصد ابن بطوطة ليس هو الغوص تحت الماء طوال تلك المدة ولكن قصده الى ان عملية النزول الى عمق البحر والصعود منه تستمر تلك المدة وهو الرأي الراجح في اغلب التراجم.
وبعد ان يكمل الغواص جمع اللآلئ يقوم السلطان بأخذ الخمس كضريبة على ما جمعوه من الصدف وذكر الادريسي ان امكنة اللؤلؤ المشهورة توجد في نحو ثلاثمائة مكان منها في جزيرة اوال وجزيرة خارك وغيرها. وعند جمع اللؤلؤ يقوم النواخذة بتقسيمه على الغاصة حيث يقوم بإعطاء الغواص 60% ويعطي السيب 30% ويعطي الرضيف 10% اما التباب فليس له شيء سوى الفائدة من التدريب على الغوص.
ومما سبق يتضح ان حرفة الغوص على اللؤلؤ في البحرين من الأمور المهمة لسكان تلك البلاد لأنها تعتبر مصدر حيوي لمعيشة السكان هذا فضلا عن أن تلك الحرفة كانت تتطلب أكبر عدد من السكان وهؤلاء بدورهم يتعلمون على الغوص ويتدربون عليه كثيرا من قبل معلمون يعلمونهم الا ان هؤلاء المعلمين كانوا يأخذون اجورا على تعليمهم اياهم وكانت تلك المهنة تدر عليهم الربح الوفير من الاموال التي قد تفيدهم في سد احتياجاتهم اليومية وكانوا عندما يذهبون مجاميع الى الغوص يساعدهم في ذلك صاحب السفن للوصول الى اماكن الغوص لذلك فان عدد الغواصين الكبير لا بد ان يحتاج الى صنع أكبر عدد من السفن التي تقسم بدورها الى مجاميع وتكون خاصة بالغواصين ولها موانئ أو مرافئ ترسوا بها وكان ممن يساعد الغواص هو المصفى أو المعاون له وهذا دوره اما جمع اللؤلؤ لأنه لا يستطيع الغوص؛ لأنه قليل الخبرة أو لصغر سنه. ويذكر بنيامين التطيلي ان مدينة القطيف يوجد فيها مغاص الجوهر المعروف بالدر وذكر انه في الرابع والعشرين من شهر أبريل من كل عام تتساقط قطرات المطر الكبيرة على سطح الماء فيلتقمها المحار وينطبق عليها ويغوص في قعر البحر وفي منتصف أكتوبر يحضر الغواصون فيربطون حول احقائهم الحبال فيغوصون في الماء طلبا للمحار ثم يخرجونه ويفتحونه فيجدون فيه الدر في جوفه.

### العاملون في الغوص
- الربان: هو ربان السفينة والذي يسمى نواخذة مهمته مراقبة عمل العاملون على سفينة أو مركب الصيد وهو الذي يوجه كل شخص منهم نحو تحمل مسؤولية شيء ما وكثيرا ما كان يختار اشخاص ذوي خبرة عالية في مهنة الغوص.
- الجعدي: هو مساعد ربان السفينة ويتولى زمام الأمور في رحلة الغوص عند غياب الربان.
- المقدمي: مهمته ادارة عمل السفينة والاشراف عليها وهو بمثابة الرئيس للبحارة.
- الغيص: الغواص الذي تكون مهمته الغوص الى قاع البحار والعثور على اللؤلؤ وقلعه من الأرض ومن ثم جمعه.
- السيب: وهو المصفي الذي يقوم بسحب اللؤلؤ الملتقط من البحار بواسطة حبل الى السطح وتنظيفه.
- الرديف: وهو الشخص المتعلم حديثا على عمل الغوص ويقوم بممارسة بعض اعمال الغوص البسيطة.
- النهام: مهمته ترفيه عاملوا الغوص.[1]
- العزال: الغواص الذي يعمل لنفسه دون غيره.
- التباب: وهو يمارس أدني اعمال رحلة الغوص ويعمل على تقديم الخدمات للغاصة وربان السفينة ولم يكن له شيء سوى ما يحص عليه من مكافأة من الربان وهو يتبع الرظيف.[2]
- الطواويش: اصحاب اللؤلؤ أو تجاره أو الوافدون من قبل التجار مهمتهم شراء كميات اللؤلؤ من مراكب الغوص.[3]
- المكدمي: هو احد اقرباء البحار أو النواخذة مهمته تطبيق اوامر النواخذة وكذلك يقوم بتجهيز لوازم عمليات الغوص وان يكون حافظا لنظام السفينة والغوص.

أما السفن التي يتألف منها اسطول الغوص هي سفن الجالبوت و سفن السنبق ولم تكن هذه السفن وحدها تعمل برحلات الغوص بل كانت ترافقها سفن اخرى لصيد اللؤلؤ بالإضافة الى ما يرافق هذه السفن من مراكب أو سفن صغار تعمل على توفير خدمات الغواصين للقيام بعملية الغوص وعادة ما تستخدم هذه السفن في مناطق الخليج العربي بشكل عام وكان كل سفينة لها اسم خاص اطلقه الملاحين عليها مثل البغلة و البقارة والبتبل وهي من اقدم الاسماء التي عرفت بها السفن وهذا الاسطول يطلق عليه عرب البحرين اسم (الخشب) ولم يكن عند هذه السفن ثابتا في مواسم الخروج الى الصيد بل اختلف عددها.

### أصناف اللؤلؤ
اختلفت اللالئ واسماءها عند الجواهرجيين باختلاف اصنافه من حيث الشكل واللون وهو ما اشار اليه صاحب كتاب الجماهر في معرفة الجواهر بأنها تختلف باختلاف الاماكن والازمان. ومن اصنافه:
- المتضرس: هو من أدونها شكلا ويوشك ان يكون شبيها بالمتركب من عدة حبات.
- اللؤلؤ المضطمر: في لؤلؤه اضطمار ويكون في أوسطه انظمام لعدة حبات التصقت واتحدت وانشد فيها الراعي فقال:
- تلألأت الثريا فأستنارت * تلألؤ لؤلؤ فيه اضطمار
- اللؤلؤ المزنر: ويسمى كمربشت اي المنطق وظنه قوم اي المعوج الظهر وهو الذي يكون اضطماره في وسطه كانه شد بزنار يحيط به وهذا النوع مما يزاد فيه الاحتياط في المبايعة لئلا يكون مطبقا من قشري لؤلؤتين متساويتين موصولتين مكتومتي الجوف.
- الصينية: هي التي تسمى خشك اب بالفارسي وهي قائمة اللون يضرب بياضها الى الجصية ولا ماء لها ورونقها ليس بكثير وفيها مخايل الحصى اما قيمتها فهي نادرة عن قيم غيرها.
- اللؤلؤ القلعي: ذكره صاحب كتاب رحلة السيرافي بأنه ربما وجد في الصدفة وهو نابت ولم يقتلع فينقلع وقد سماه التجار البحرينيون باللؤلؤ القلع.
- اللوزية والشعرية: هما المستدقنا الطرفين.
- الزيتونة: وهي مستطيلة الشكل وطرفيها متشابهان من حيث الاستدارة وقد شبه ببعر الأغنام أو انه شبه بالزيتون فقيل زيتونة.
- الفوفلية: تكون قاعدتها مسطحة ومن الأعلى محاط ومقبب مثل الفوفل.

أما الوانه فتختلف اللآلئ من حيث اللون منها ذات اللون الرصاصي والابيض والعاجي وإذا زاد وطال زمانه اسود كونه سريع التغيير ومنه كذلك الجلناري والمشمشي والاترجي ومنه ما يضرب بياضه الى الصفرة فيسمى تبنيا ومنه على لون الشمس فهو الياسميني ومنه ما يشبه اللبن ومنه ورديا ويقول صاحب كتاب الجماهر: "كم رأيت انا من اللآلئ ما لم تتميز عن النحاس في اللون".

### مغاصات اللؤلؤ
عندما تحدث ابن حوقل عن جزر البحرين وصف جزيرتين من جزرها اوال وخارك فيقول عن اوال: "هي جزيرة كانت لأبي سعيد الحسن بن بهرام القرمطي ولولده سليمان وبها الضريبة العظيمة على المراكب المجتازة بهم وبها اموال ووجوه مرافق وقوانين ومراصد وضروب مرسومة من الكلف الى ما يصل اليهم من بادية البصرة والكوفة وطريق مكة".
أما جزيرة خارك فقال عنها: "هي تقع في الاتجاه المقابل الجنابة ويوجد فيها مواضع اللؤلؤ يخرج منه الشيء اليسير الا النادر إذا وقع من هذا المكان فاق في القيمة ويقال ان الدرة اليتيمة وقعت من هذا المعدن".
وقد تحدث المقدسي عن الغوص على اللؤلؤ في هذا الاقليم وقال: "اللؤلؤ في هذا الاقليم بحدود هجر يغاص عليه في البحر بإزاء اوال وجزيرة خارك ومن ثم خرجت درة اليتيم یكترى رجال يغوصون فيخرجون صدفا اللؤلؤ وسطها واشد شيء عليهم صوت يثب الى عيونهم" وعندما تحدث القزويني عن اقليم البحرين قال: "بها مغاص الدر ودره احسن الانواع وينتقل اليها قفل الصدف في كل سنة من مجمع البحرين ويحمل الصدف بالدر بمجمع البحرين ويأتي الى البحرين ويستوي خلقه وإذا وصل قفل الصدف يهنا الناس بعظهم بعضا وليس لأحد من الملوك مثل هذه الغلة" كانت مغاصات اللؤلؤ تتركز في المنطقة الواقعة بين البحرين وبين سيراف في خور راكد وهو الوادي العظيم ويستخرج منه اللؤلؤ من اعماق قليلة وليست ببعيدة مقارنة مع بعض الاماكن الأخرى التي يتواجد فيها اللؤلؤ على اعماق بعيدة في الخليج العربي كما ان مغاص اللؤلؤ يوجد بالقرب من اوال وهجر في الخليج العربي وكذلك في القطيف وقطر لذلك فقد احتلت البحرين مركز الصدارة في تجارة اللؤلؤ وذلك بسبب نوعيته الجيدة فضلا عن ان لؤلؤ البحرين مميز عن باقي لؤلؤ المنطقة عموما. وقد اشار صاحب كتاب المسالك والممالك الى ان الدرة اليتيمة توجد بهذه المواضع وهو من الصدف النادر ويفوق غيره وكانت المغاصات تعرف باسم الهير.
وذكر المسعودي ان اللؤلؤ المستخرج من قاع البحار يسمى المحار والمعروف بالبلبل وذكر ان اللحم الذي في الصدف والشحم هو حيوان يفزع على ما فيه من اللؤلؤ والدر خوفا من الغاصة كخوف المرأة على ولدها.
وقد استخدم اهل الخليج العربي اللؤلؤ المستخرج من البحار في الصناعات مثل صناعة الأدوية والعلاجات كما انهم استخدموه في الزينة لذلك عرف اللؤلؤ بأنه حجر كريم يتكون داخل حيوان بحري هلامي يعرف بالمحار وتتميز تلك اللآلئ بأشكال مختلفة وكذلك الالوان وافضل انواعه هو اللؤلؤ الكبير المميز بأستدارته ونعومة ملمسه واللؤلؤة الكبيرة تسمى رأسا ومن انواعه المشهورة الحصبان ويسمى المتوسط بطنا واللؤلؤة الصغيرة تسمى قماش والذي يتميز بالنعومة يسمى سحتيت.

### موسم الغوص وصفته
يذكر المسعودي ان الغوص على اللؤلؤ: "انما يكون في أول أبريل الى اخر سبتمبر وما عدا ذلك من شهور السنة فلا غوص فيها وقد اعتبرت حرفة الغوص على اللؤلؤ الركيزة الاساسية التي يعتمد عليها اقتصاد البحرين وقد شغل اغلب سكان البحرين تلك الحرفة وبأعداد كبيرة حتى ان عرب البحرين كانوا يتدربون على الغوص كثيرا وينفقون عليها الاموال لكي يكسبوا مهنة لهم ولأبنائهم التي سوف تدر عليهم الاموال لكي يعيلوا أنفسهم ويسدوا احتياجاتهم اليومية في السنوات التي لا يكون فيها اللآلئ والغوص وقد تحدث الادريسي عن كيفية تكوين الصدف فيقول: "الجوهر يتكون حبه خلقا في هذا الصدف من ماء مطر أبريل وان لم يمطر مطر أبريل لم يجد الغواصون منه شيئاً في سنتهم تلك" ووردت الاشارة الى ان موسم الغوص يبتدأ في أول شهر مارس وحتى أغسطس أو في بداية شهر أكتوبر وعادة ما تكون المناطق التي تنطلق السفن للغوص على اللؤلؤ يتواجد فيها من يودعهم من اهليهم بأهازيج شعبية ويدعون ان تكون رحلتهم وفيرة من اللؤلؤ ويرتدي اهاليهم احسن الثياب ويمارسون طقوسهم الشعبية اثناء توديع الغاصة منهم بممارسة المناسبات الشعبية وفي مقدمتها الغوص على اللؤلؤ وقد اعتبر العبيدي ان اوان خروج السفن الى الغوص هو بمثابة عيدا شعبيا بالنسبة لأهل البحرين ذوي العاملون في الغوص ومدة الغوص هي ست شهور ومن افضل فصول الغواصين للبحث عن اللؤلؤ هو فصل الربيع لان المياه في هذا الفصل تكون صافية وهادئة في مناطق الخليج العربي.
وقد تحدث ابن بطوطة عن موسم مغاص الجوهر فقال: "يبدا موسم الغوص في شهر ابريل وشهر مايو وتأتي القوارب الكثيرة وفيها الغواصون وتجار فارس والبحرين والقطيف في المنطقة الواقعة ما بين سيراف والبحرين للغوص على اللؤلؤ ويجعل الغواص على وجهه مهما اراد ان يغوص شيئا يكسوه من عظم الغيلم وهي السلحفاة ويصنع من هذا العظم ايضا شكلا شبه المقراض يشده على انفه ثم الغوص والبحث عن اللؤلؤ كما تحدث الحميري عن زمان الغوص فذكر انه يكون في شهر اغشت وشتنبر فاذا كان اول ذلك وصفا الماء للغوص واكترى كل واحد من التجار صاحبه من الغواصين ثم يخرجون من المدينة بنحو مائتي زورق ويقطعه التجار اقساما في كل زورق خمس اقسام أو ستة وكل تاجر لا يتعدى قسمه من المراكب وكل غواص له صاحب يتعاون به في عمله واجرته على خدمته اقل من اجرة الغطاس وذكر ان موسم الغوص يقتطع من الموسم الواحد اربع شهور وعشر ايام وتبدا هذه الفترة من مايو الى سبتمبر ويكون الغوص على اللؤلؤ في شهر ابريل ويسمى خنيجة وشهر اكتوبر يسمى الردة. وان صيد اللؤلؤ له أربع مواسم وهي:
- الموسم الكبير الرئيسي: هو اهم مواسم الغوص في اقليم البحرين وتكون بدايته في شهر يونيو وينتهي في اول سبتمبر نحو ثلاث شهور وفيه السفن تخرج نحو جميع الاتجاهات في البحر وكان افضل موسم لان الاجواء فيه مناسبة للغوص وكذلك هداوة البحار وعدم وجود ما يعيق السفن من العوارض الطبيعية فضلا عن أن المياه تكون صافية ومناسبة للغوص فيها الى قاع البحر للبحث عن اللؤلؤ وهو بدوره اصبح يشكل مردا رئيسيا للبحارة واهليهم وفيه اثنان من الربان النواخذة وهذا الموسم ينقسم الى عدة اقسام وكل قسم لا يزيد عن الثلاثين يوما يعيشها الغاصة في البحار وبعدها يرجعون الى عوائلهم اما إذا ناحرهم اجواء لا تناسب الغوص مثل الرياح وغيرها يتركون اماكنهم ويرجعون الى سواحل البحرين لحماية أنفسهم منها حتى تهدأ وبعدها يرجعون الى الغوص وبعد انتهاء فترة الغوص يقوم النواخذة ربان السفينة بتجميع كافة اللؤلؤ ثم يقوم ببيعه ثم يوزع نصيب كل من الغاصة بينما يكون نصيبه هو خمس ما يستخرج من اللؤلؤ وبعدها يقسم المحصول من اللؤلؤ على العاملين لكن بعد ان يقطع تكاليف اكلهم وشربهم على مدار طول الرحلة.[4]
- موسم الردة: من المواسم التي لا تحتاج الى السفن ولا غوص لأن في هذا الموسم تقوم جزر البحرين بقذف المحار الذي تجيء به امواج مياه الخليج العربي لذلك يخرج اهل البحرين خلال هذا الموسم لالتقاط المحار من الشواطئ والردة هي اختيارية بالعودة الى مناطق الغوص.[5]
- موسم الشتاء ويسمى (المينا): امتاز موسم الشتاء بقصر مدته التي لا تتعدى الاسبوعين بالإضافة الى ان العاملين فيه يكونون محدودين وهم من ثلاثة اشخاص الى سبعة اشخاص ويتجهون نحو اماكن قريبة من الشاطئ لاستغلال الجزر وموسم الصيد هذا يكون فيه الطقس غير ملائم لشدة برودته ويذهب البحارة في هذا الموسم نحو (المينا) صباحا ثم يرجعون عصرا ويقوم ممن هو مختص باللؤلؤ بفتح المحار وإخراج اللؤلؤ منها ومن الجدير بالذكر الى ان موسم الشتاء المينا لا يوجد فيه نظام السيب والغيص وكذلك لا يوجد من يقودهم بل جميعهم متساوين وجميعهم يجمعون اللؤلؤ من الاعماق البسيطة.
- موسم الصيف ويسمى الصغير: مدة موسم الغوص في الصيف تستمر ثلاثون يوما وفيه الغاصة يذهبون نحو اعمالهم وفي موسم الصيف هناك سمة مميزة تجعل الغواصين يمارسون اعمالهم في الغوص ليلا ونهارا بسبب استقرار حالة المناخ وتوفر الاجواء الملائمة للغوص وكان الغواصون في هذا الموسم لهم احترام من اصحاب سفتهم وكثيرا ما كان يكرموهم وكذلك في هذا الموسم ترجع سفن الغوص للاستراحة واعطاء ربان السفينة النواخذة العاملون في السفينة الاموال لسد حاجاتهم ومصروفاتهم.

ولقد اختلفت الآراء والروايات حول تكوين اللؤلؤ ومنهم ارسطو في كتابه الاحجار فقال: "ان البحر المحيط يهيج في زمن الشتاء وتضطرب امواجه فيكون عند اضطرابها رشاش فيخرج من البحر المتصل به صدف الدر وداخل الصدف حيوان بحسب الصدف فيلتقمه كما يلتقم الرحم النطفة ثم يذهب به الى المواضع الساكنة في البحر فيفتح فمه ويستقبل الشمس والهواء بما ابتلعه من القطرات اياما الى حين يعلم ان ذلك الماء انعقد فيغلق فمه ويغوص الى قعر البحر فيتغرس في ارضه ويضرب بعروق له ويتشعب منه شجر ويصير نباتا بعد ان كان حيوانا" ويقول المسعودي: "هو حيوان يفزع على ما فيه من اللؤلؤ والدر خوفا من الغاصة كخوف المرأة على ولدها" اما الادريسي فقال: "والجوهر يتكون حبه خلقا في هذا الصدف من ماء مطر أبريل وان لم يمطر مطر أبريل لم يجد الغواصون منه شيء في سنتهم تلك".
وتحدث صاحب كتاب نخبة الدهر في عجائب البر والبحر عن تكوين اللؤلؤ فقال: "ان المطر يقع على ساحل البحر الفارسي في فصل الربيع فيخرج حيوان صغير الجثة من قعر البحر الى سطحه فيفتح له اذنيه كالسفطين فيلتقف بهما من المطر الواقع في ذلك المكان والاوان قطرات فإذا احس بوقوعها وهو كالعطشان التقف منها فإذا روى ضم عليها ضما شديدا خوفا عليها ان يختلط بشيء من ماء البحر ثم ينزل الى قرار البحر كما كان ويقيم فيه الى ان ينضج ذلك الماء وينعقد لؤلؤا كبيرا أو صغيرا وذلك بحسب صفاء القطرات وكبرها" ويقول صاحب كتاب الذخائر: "يكون تكون اللؤلؤ في صدفه كتكون البيض ويكون له قطر نيسان بمثابة النطفة".

### فتح المحار وفحصه
عندما يقوم البحارة بجمع ما جنوه من المحار يقومون بفتحه وإخراج ما فيه من اللؤلؤ وذلك في الأوقات التي ينهى فيها البحارة من عملهم وعادة يقوم البحارة بفتح المحار بعد صيده بيوم واحد بعد موته لأن المعروف ان المحارة تفتح فاها بعد موتها ومن ثم يقوم البحار بشطرها بسكين ويفتحها ثم يجد في اجوافها قطع لحم ويجد بين هذا اللحم اللؤلؤة وتكون بارزة ويقوم برفعها بمهارة وحذر.

### أنواع اللؤلؤ
- النجم: وقد قيل: إن النجم البحريني إذا تدرج وبلغ غايته في محاسن الصفات واتزن نصف مثقال فهو درة وقيمتها الف دينار اما إذا بلغت مثقالين فليست لها قيمة اما إذا كانت اللؤلؤة مستديرة من احد اطرافها وممتدة من الطرف الآخر فأن هذا يحط من ثمنها ويقلل من قيمتها وان النجم البحريني إذا اتزن نصف مثقال فقيمته ألف دينار اما النجم غير البحريني إذا اتزن مثقال فأن قيمته تكون الف دينار وذكر ان اهم محصول عند اهل البحرين هو اللؤلؤ حتى انهم تدربوا على استخراجه من قاع البحار لذلك شغل أكثر السكان تلك الحرفة كي تعيلهم في حياتهم اليومية ونظرا الجودة لؤلؤ البحرين حيث جاء فيه قول: "وقد اجمع الجوهريون على ان لؤلؤ البحرين يفوق سائر اللآلئ بهجة ونفاسه".
- الكبير ويسمى باللؤلؤ وواحدته لؤلؤة: وهو من اجود اصناف اللؤلؤ في البحرين وتتميز بشكلها الرزين البراق والمستدير الاستدارة التامة وملمسها الرطب ومن انواعه المشهورة الجيون، الشيرين، الجلوار، الجسط و البدلة.
- الجوهر الذي يسمى رأسا: وأشهر انواعه الحصيان المتوسط ويسمى بطنا.
- الصغير: ويسمى الدر وجمعه درر والمرجان من اللؤلؤ الصغار وواحدته مرجانة.
- الناعم منه يعرف باسم سحتيت.

وكان البحارة البحرينيين يطلقون على اللؤلؤ الذي يجلبه اسطول الغوص اسم قماش ويطلقون على الجواهر اسم الدانات وعند الوصول الى قاع البحر يقوم الغواص بفتح عيونه وتسمى هذه العملية باسم ربعة ويبدأ الغواص بالكلام مع من يتبعه من الغواصين الى قعر البحر بطريقة (الغمغمة). ومن ذلك يبدو ان لؤلؤ البحرين هو من أجود اللآلئ في منطقة الخليج العربي وافضلها كما ان بلاد البحرين كانت تمتلك خاصة ماهرين لهم دراية كبيرة بأوزان اللؤلؤ نتيجة الممارسة للعمل وكانت بلدان شرق آسيا تفضل لؤلؤ البحرين على بقية لآلئ المنطقة على الرغم انه اغلى الاسعار في منطقة الخليج العربي والذي عرف بأنواعه المتعددة الكبير منها والصغير والذي يتصف بالملمس الناعم فضلا عن انه يتميز بألوانه الزاهية وهذا كله جعل البحرين أكبر سوق في الخليج العربي لتجارة اللؤلؤ ويقصدها الاجانب والتجار العرب واصبحت مركزا حيويا هاما لجذب انظار المناطق المحلية والبلدان الخارجية كالهند والصين وغيرها.

### وزن اللؤلؤ واثمانه
يكون اللؤلؤ تقييمه على ثلاثة اسس منها: الصنف والوزن والحجم ويذكر صاحب كتاب الجماهر في معرفة الجواهر ان قيم الجواهر ليس لها قانون ثابت والألئ كانت توزن بالمثقال وفيما يتعلق بحجم اللؤلؤ حيث يتم تفريغه بغرابيل ثلاثة فيها ثقوب مختلفة من حيث اتساعها ويقاس فيها اللؤلؤ وكان يشتريه التجار.
إن اللآلئ الكبيرة لا تسمى بالدرة الا ان يبلغ وزنها نصف المثقال وان يكون شكلها مكتمل الدوران وخلوها من العيوب وان وجدت هذه الصفات فثمنها يكون مثقال ذهب لذلك يقول البيروني: "أن النجم البحريني إذا تدحرج وبلغ غايته من محاسن الصفات ولتزن نصف مثقال فهو درة وقيمتها الف دينار وليس لما بلغ منها مثقالين قيمة".
كما ان زيادة الوزن وشفافيتها وصفاتها ونقائها يرفع من أثمانها يقول صاحب كتاب التبصرة بالتجارة في ذلك: "واذا بلغت الحبة نصف مثقال سميت درة والمدحرجة المعتدلة في التدور إذا بلغ وزنها نصف مثقال بلغت في الثمن الف مثقال ذهبا والبيضة دون ذلك في الثمن واثمانها ترتفع على زيادة وزنها وتدحرجها وإذا بلغ وزنها مثقالين وان شئت جعلت ثمنها عشرة الاف دينار وإن شئت مائة الف دينار والمدحرجة على هذا الوزن والصفة لا قيمة لها وهي فريدة وكلما كانت اصفى وانقى كان ارفع لثمنها وانفس".

### أسواق اللؤلؤ
إن اسواق اللؤلؤ تبدأ في العادة مع انتهاء موسم الغوص وبعض هذه الاسواق كانت تقام على السواحل وفيها يكون ملتقى التجار حيث يستقبلون السفن المحملة باللؤلؤ ويشترونه وبعض هذه الاسواق تكون داخل البحرين والتجار كانوا يصدرونه الى خارج حدود الاقليم وبيعه في الاسواق ومنها اسواق العراق وكان يوجد في مدينة الاحساء سوقا يقام فيها خاص ببيع اللؤلؤ وكذلك في القطيف هذا فضلا عن أن مدينة سيراف كانت من الاسواق الكبيرة يتم فيها تصريف اللؤلؤ وقد امتاز التجار في البحرين بحذقهم في التعرف على مختلف انواع اللآلئ وكانت الأسواق في البحرين من المراكز التي يقيم فيها بيع اللؤلؤ الجيد.
كما أن جزيرة اوال كانت سوقا لبيع اللؤلؤ وكان يقيم فيها الغواصين أشهرا ويقصد تجار اللؤلؤ اسواقها ليشتروا منها اللؤلؤ الجيد وكان لؤلؤ البحرين مطلوبا في اسواق الشرق كالهند والصين وكذلك اسواق العراق وفارس.

### الضرائب على اللؤلؤ
كانت السلطات الحاكمة في البحرين مسؤولة عن مراقبة السفن والمراكب وحمايتها من القرصنة واللصوص، وتذكر مصادر البلدان الى ان السلاطين في البحرين كانوا يأخذون في ذلك الوقت نصف محصول ما استخرجه الغواصين من اللؤلؤ وهذه تعتبر من الضرائب المتفق عليها من قبل الطرفين وان وجود مغاصات اللؤلؤ في الكثير من الاماكن في البحرين ادى الى ان يقوم من هو مسؤول على الجزيرة أو المنطقة التي يتواجد بها اللؤلؤ الى ان يفرض الضرائب على التجار الذين يبتاعون اللؤلؤ من الغواصين وبذلك يمكن ان ندرك بأن اللؤلؤ البحريني له اهمية خاصة كونه من الموارد الاقتصادية المهمة في البحرين ولكثرة اماكن تواجده ذكره صاحب كتاب العبر وديوان المبتدأ والخبر ان البحرين وعمان بها مغاصات اللؤلؤ كما وذكر صاحب كتاب اثار البلاد واخبار العباد بأن لؤلؤ البحرين هو من احسن الانواع وكان يسكن في البحرين امهر غواصي اللؤلؤ، وكان التجار يقصدونها من امم مختلفة ومعهم اموال كثيرة وتستمر الاقامة بها الى ان تحين اوقات الغوص على اللؤلؤ لذلك اصبح لؤلؤ البحرين له اهمية اقتصادية كبيرة بالنسبة لأهل البحرين وقد وردت الاشارة الى ذلك في بعض المصادر فيذكر ان البحرين كانت مشهورة بالدرة اليتيمة وسبب تسميتها باليتيمة لأنها لا يوجد لها اخت في الدنيا ولا قرينه وكان احد التجار العراقيين الذين يجهزون الغواصين الى طلب اللؤلؤ في العصر العباسي قد حصل على درتين احداهما يتيمة واخرى دونها وحملهما الى الرشيد وباع عليه اليتيمة الأولى بسبعين الف دينار والثانية الصغيرة بثلاثين الف دينار ويبدو من ذلك ان الخلفاء العباسيين قد اهتموا بحرفة الغوص الاستخراج اللؤلؤ في البحرين واستحدثوا منصب جديد يشرفون من خلاله على اعمال الغوص.

## صيد الاسماك
اتخذ اهل البحرين حرفة صيد الاسماك بحكم موقع البحرين الجغرافي المهم على سواحل الخليج العربي وخاصة سكنة السواحل وتعد هذه المهنة مصدرا رئيسيا هاما من معيشتهم ومنذ القدم عرفت سواحل الخليج العربي بأنها تمثل أهم مراكز الصيد لذلك يوجد العديد من الاسماك ذات الانواع المختلفة في مياه الخليج العربي وتحديدا في البحرين وتعد هذه الاسماك بمثابة التمر الذي يعد من اغذية السكان الرئيسية وكان سبب توجههم لتلك الحرفة نتيجة ظروف الحياة القاسية والموارد الشحيحة والقليلة لذلك هذه الاسباب دفعتهم الى التوجه صوب البحار التي امدتهم بما يحتاجونه لتسيير ظروف العيش عكس بيئتهم الصحراوية التي عجزت عن ذلك وهذه البحار جعلت اهل البحرين يتجهون نحوها للبحث عن صدف اللؤلؤ في جوف البحار وكذلك صيد الاسماك لذلك فقد استفاد أهل البحرين من هذه الثروة البحرية بحكم قربهم من السواحل وعاشوا منها وخاصة الاسماك هذا فضلا عن الحيتان الكبيرة ذات اللحوم الغزيرة كانوا يستفادون من جلودها وزيوتها، وكانت هذه الحيتان موجودة ومعروفة في البحرين وسواحلها. يذكر صاحب كتاب مروج الذهب ان مدينة الزراة كانت من المناطق المهمة لصيد الاسماك وان البعض من سكنة السواحل كانت معيشتهم تعتمد على الاسماك وحدها كما ان سكان جزيرة اوال كان اعتمادهم في غذائهم على التمر والسمك وكان اهل البحرين يقومون في بعض الاحيان بتجفيف الاسماك ويشمسونها ليأكلوها وقت ما يحتاجون لها واحيانا تجفف وتقدم كعلف للدواب، وكانت الاسماك تحفظ بالملح أو بالخل وكانت الاسماك المملوحة الطرية يقال لها القريب وان الاسماك التي تمقر بالماء والملح يقال لها النشوط ومن الاسماك المعروفة بالبحرين هو سمك "الصبور" وهو من الاسماك المعروفة في بحر الخليج العربي وكان وقت ظهورها مرتان في الموسم الواحد وكل مرة يوجد فيها ما يقرب من ثلاث شهور ثم ينقطع كما يوجد في هذا البحر انواعا مماثلة لسمك الصبور منها ما يعرف بالجواف والاربيان والرق والكوسج والبرد والبرستوج وغيرها ولا شك انهم قد كسبوا منها أموالا كثيرة لذلك كان من بين الأنواع التي عرفت بها البحرين من الاسماك هو سمك عرف باسم (كنعد) عرف هذا السمك بلذته وهو من الاسماك التي اشتهرت بها البحرين وهو لا يزال معروفا فيها وكانوا يحفظونه لفترات بعد ان يملحونه كي لا يتعرض للتلف و حتى يصلح للغذاء ومن الانواع الأخرى من الاسماك هو السمك الصغار التي تعرف بالحساس وكان هذا السمك يجفف من قبل اهل البحرين ويضعونه في الاعلاف الخاصة بالمواشي وخاصة الاسماك الصغيرة التي تخلط مع التمر وواحدته حساسة ومن الاسماك الأخرى التي اشتهرت بالبحرين هو سمك الشلق وكان سكان البحرين والخليج العربي يصدرون الفائض عندهم من الاسماك الى بلدان اخرى ويتاجرون به ومن البلدان التي كانت تصدر اليها الاسماك هي بلاد الهند كما ان اهل البحرين والخليج العربي كانوا يصدرون نوع اخر من السمك عرف باسم الصويلح الى اليمن في مدينة عدن ولا شك انها كانت تصل اليهم عن طريق الموانئ كما ان اهل البحرين كانوا يتاجرون بالسمك المجفف والربيان وقد عمل اهل البحرين على صناعة انواع مختلفة من السفن والمراكب الخاصة بالصيد لاسيما صيد السمك واللؤلؤ وكانت هذه المراكب كل منها يسمى باسم لأن كل واحدة منها تختلف عن الأخرى من حيث حجمها وشكلها واهم هذه المراكب والسفن هي: المراكب الشوعية والجالبوتية والهورية والزوارق الصغار التي تستخدم عادة للصيد القريب من السواحل واليانوش وكل هذا قد زاد من عمليات صيد الاسماك وكان يستفاد من الاسماك في تسميد الاراضي الصالحة للزراعة هذا الى جانب الاستفادة من زيوتها التي تستخدم في دهن أو طلي خشب القارب وبالتالي فأن توفر انواع مختلفة من الاسماك ادى الى ان يقوم أهل البحرين العاملين في حرفة الصيد الى حفظ الكثير من الاسماك الصغيرة عن طريق تجفيفها وحفظها في اماكن معزولة لذلك جعلت وفرة الاسماك اهل البحرين يشتغلون بالصيد وبكثرة وذكر ان البحرين يوجد في مياهها ما يزيد على 200 نوع من الاسماك التي تصلح للغذاء الصغار والكبار كما ان اهل البحرين من سكنة السواحل كانوا يستخرجون العنبر الثمين وكان يدر عليهم الربح الوفير وقد استخدم البحرينيون الكثير من وسائل الصيد لأن صيد الاسماك يعتبر اهم مورد غذائي بحري لهم لسد معيشتهم واندفع الكثير من أبناء مجتمع البحرين نحو تلك الحرفة ونتيجة خبرتهم في الصيد منذ فترات طويلة اصبحوا عارفين بكل نوع من انواع الاسماك وخصائصها والاماكن التي تتواجد فيها وكذلك كانوا يعرفون متى يحين وقت الصيد وكانوا يستخدمون افضل ما عندهم من وسائل الصيد في سبيل تحقيق مرادهم وكانت المياه في الخليج العربي دافئة فضلا عن انها كانت ضحلة وخاصة في السواحل الغربية من الخليج العربي وهو ما ساعد السكان القريبين من سواحل الخليج العربي الى ان يعرفوا صيد الاسماك منذ وقت قريب فضلا عن ان التفاوت الحاصل في عمق مياه الخليج العربي وكثرة النباتات فيه والاملاح المرتفعة ادى ذلك الى ان تكون مياه الخليج العربي ثرية بمختلف انواع الاسماك.

### أنواع وسائل الصيد
- الشباك: ومنها شباك معدنية (هي التي تعرف محليا بالقرقور) ونادرا ما كانت تستعمل الشباك عند صيادي سواحل الشرق من شبه الجزيرة العربية عكس كل من البحرين وبلاد عمان حيث أن صيادوها كانوا يستخدمون هذه الشباك كثيرا.
- القراقير: بمثابة الاقفاص الكبيرة التي تحتوي على مساحة كبيرة لاستيعاب أكبر قدر من الاسماك وكثيرا ما تستعمل للصيد في اماكن عميقة.
- الصيد بالخيط: تعتبر من وسائل الصيد البسيطة التي كان يستخدمها الصبيان الصغار المتعلمين حديثا للصيد وكانت مدينة (الزارة) التي قيل عنها: بأنها فرضة من فرض البحر وكان يسكنها عبد القيس أكثر ما اشتهرت به هو صيد الاسماك لذلك قيل: أكثر غلتها النخل والسمك.
- الحضرة: عبارة عن قفص يصنع من الحبال وهذا القفص يكون في داخل المياه ويدخل فيه كل ما يحمله البحر نحو الحضرة من الاسماك ويكون ذلك عند في حالة المد فضلا عن أن السكان كانوا يعتمدون في الصيد على الاحجار في انشاء الحضرة وهي التي تسمى مساكر الاسم الذي عرف منذ قديم الزمان أو ان هذه الحضرات يبنيها البحرينيون الممارسين لحرفة الصيد بواسطة السعف بعد ربطه بحبال القفص بشكل يسمحدخول السمك وعدم خروجه.

## النتائج
إن حرفة الصيد في البحرين هي من الركائز المهمة والاساسية لحياة السكان الاقتصادية وقد بينت الطرق التي اتبعها اهل البحرين في الغوص على اللؤلؤ واقتلاعه ومن ثم التقاطه من جوف البحار وفتحه وتنظيفه كما بينت انواع اللآلئ التي اشتهرت بها بلاد البحرين بالإضافة الى أوزانها واسواقها والضرائب التي كانت تفرض عليها وتعتبر البحرين من افضل اماكن مغاصات اللؤلؤ مما جعلها مركزا لتصديره الى خارج مناطق الاقليم وخاصة البلدان البعيدة كالهند والصين، كما اتضح أن سكان البحرين كانوا يعتمدون على صيد الاسماك كونه يعد مصدر رئيسي من مصادر العيش وبرع عرب البحرين في اختراع العديد من الطرق الخاصة بالصيد.